# DSA-416
La DSA-416 es una carretera perteneciente a la Red Secundaria de la Diputación Provincial de Salamanca que une las carreteras  N-620  y  DSA-304  con la localidad de Tabera de Arriba.

## Origen y Destino
La carretera  DSA-416  tiene su origen en Aldehuela de la Bóveda en la intersección con las carreteras  N-620  y  DSA-304 , y termina en el casco urbano de Tabera de Arriba, formando parte de la Red de carreteras de Salamanca.